# Indulf

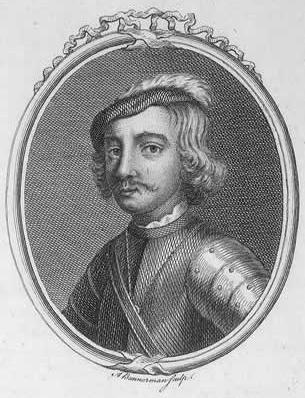
Phantasiedarstellung von König Indulf aus dem 18. Jahrhundert

Indulf (Ildulb mac Causantín; † 962) war ab 954 König der Schotten. Er war der Sohn von Konstantin II. (Causantín mac Áeda). Seine Mutter war möglicherweise eine Tochter des Earls Eadwulf II. von Northumbria, der in Schottland im Exil lebte.
John Fordun und andere Chronisten nahmen an, dass Indulf während der Herrschaft seines Vorgängers und Cousins Malcolm I. König von Strathclyde gewesen war. Dies basierte auf der Annahme, dass Strathclyde in den 940er Jahren ein Teil Schottlands geworden sei. Von Historikern wird diese These nicht länger aufrechterhalten.
Die Chronik der Könige von Alba berichtet, dass das oppidum Eden (gemeint ist Edinburgh) damals evakuiert und verlassen worden sei.  Dies war früher dahingehend interpretiert worden, dass die Region Lothian oder ein größerer Teil davon durch Indulf erobert wurde. Allerdings war die Eroberung Lothians eher ein länger andauernder Prozess und kein einzelnes Ereignis; die Grenze zwischen den Herrschaftsgebieten der Könige von Alba (Schottland) und Bernicia verlief möglicherweise bereits Jahre vor Indulfs Herrschaft südlich und östlich von Edinburgh.
Von Indulfs Tod im Jahr 962 wird im Chronicon Scotorum berichtet. Die Chronik der Könige von Alba ergänzt dazu, dass er in der Nähe von Cullen in einer Schlacht gegen Wikinger fiel. Im Gegensatz dazu steht die Schilderung in der Prophezeiung von Berchán: Dieses historische Gedicht des 12. Jahrhunderts aus Irland behauptet, Indulf sei „im Haus desselben heiligen Apostels gestorben, wo sein Vater gestorben“ sei, im Kloster der Culdeer von St Andrews. Indulf wurde auf der Insel Iona beigesetzt.
Sein Nachfolger war Dubh, der Sohn Malcolms. Indulfs Sohn Cuilén war später ebenfalls König von Schottland, möglicherweise auch ein weiter Sohn namens Amlaíb. Eochaid, ein dritter Sohn, wurde 971 in Strathclyde zusammen mit Cuilén ermordet.